# Amphisbaena neglecta
Amphisbaena neglecta, mais conhecida como Cobra-de-duas-cabeças, é uma cobra ovípara que pode chegar até 150mm de comprimento total.

## Distribuição geográfica
Há registro no Centro-Oeste do Brasil, principalmente  em duas localidades, no estado de Mato Grosso e no estado de Goiás. É endêmica do Cerrado.

## População
Referente à abundância de espécies não há informações disponíveis. Devido à dificuldade de ocorrência da espécie A. neglecta, não há como organizar dados consistentes relacionados ao tamanho, estrutura, tendências e distribuição da população. (Fonte: ICMBio).

## Habitat e ecologia
Os anfisbenídeos pertencem aos répteis fossoriais, e essa condição consiste na principal particularidade deste grupo, sendo o que é responsável por conformar a sua morfologia, habitat e ecologia. Tendo em vista esses fatores, é considerado um dos grupos Squamata que não se possui muito conhecimento. A respeito da sua morfologia é possível descrever que consiste em um corpo cilíndrico, robusto, uniforme e desprovido de patas. Tendo sua cauda com força considerável e pequeno tamanho, seguindo o mesmo formato da cabeça. O comprimento rostro-cloacal da Amphisbaena neglecta coletada foi de 150 mm. São altamente sensíveis à perda de áreas, caracterizados pela relativamente baixa habilidade de dispersão, e alta fidelidade ao habitat ou micro-habitat.

## Ameaças e usos
Altamente ameaçada de extinção. As ações antrópicas como construção de usinas hidrelétricas e outras formas de perda de hábitat como atividades de extração madeireira, uso intensivo da mecanização na agricultura e expansão imobiliária, são fatores que aumentam os riscos de extinção da A. neglecta. (Fonte: ICMBio)

## Ações de conservação
Evitar a fragmentação de habitats, principalmente os espinhaços, encontrados nas chapadas dos Guimarães e chapada dos Veadeiros, ampliar áreas de conservação de cerrado que não são de interesse da agricultura nas fronteiras entre Goiás, Mato Grosso do Sul e Mato grosso, além de rovomer a interconxão entre os fragmentos através de corpos hídricos. A desflorestação deve ser reduzida imediatamente em todo o cerrado.
Diferentemente da espécie A. sanctaeritae, a espécie A. neglecta não é contemplada por um plano específico de conservação, mas por estar presente em Área de Proteção Ambiental - APA da Chapada dos Guimarães, a conservação ocorre de modo indireto, ou seja, os projetos e ações implementados na APA podem estender uma proteção à espécies A. neglecta. Um aspecto negativo é que um plano de combate a incêndios realizado através da técnica de aceiro negro pode ser prejudicial à herpetofauna. (Fonte: ICMBio)